# رایان پورتیس
رایان پورتیس (انگلیسی: Ryan Porteous؛ زادهٔ ۲۵ مارس ۱۹۹۹) بازیکن فوتبال اهل بریتانیا است.
از باشگاه‌هایی که در آن بازی کرده‌است می‌توان به باشگاه فوتبال هیبرنین اشاره کرد.
وی همچنین در تیم‌های ملی فوتبال زیر ۱۹ سال اسکاتلند، زیر ۲۱ سال اسکاتلند و اسکاتلند بازی کرده‌است.